# 1998 UZ6
1998 UZ6 är en asteroid i huvudbältet som upptäcktes den 21 oktober 1998 av den kroatiska astronomen Korado Korlević vid Višnjan-observatoriet.
Asteroiden har en diameter på ungefär 5 kilometer och den tillhör asteroidgruppen Eunomia.